# جمی روز
جمی روز (انگلیسی: Jamie Rose؛ زادهٔ ۲۶ نوامبر ۱۹۵۹) یک هنرپیشه اهل ایالات متحده آمریکا است. وی از سال ۱۹۶۸ میلادی تاکنون مشغول فعالیت بوده‌است.